# Charlieu
Charlieu – miejscowość i gmina we Francji, w regionie Owernia-Rodan-Alpy, w departamencie Loara.
Według danych na rok 1990 gminę zamieszkiwało 3727 osób, a gęstość zaludnienia wynosiła 556 osób/km² (wśród 2880 gmin regionu Rodan-Alpy Charlieu plasuje się na 237. miejscu pod względem liczby ludności, natomiast pod względem powierzchni na miejscu 1382.).

## Historia
Pierwsza wzmianka o mieście Charlieu pochodzi z 994 roku, w tym czasie miasto było nazywane Locus Carus. Powstało w celu ochrony opactwa benedyktyńskigo, na skrzyżowaniu dwóch głównych dróg (z Paryża do Lyonu i od Saonay do Loary). Dzięki swojemu strategicznemu położeniu miasto zostało podniesione do rangi miasta królów Francji. Filip II August w 1180 rozbudował miasto wznosząc mury miejskie.
W XIII wieku w mieście wzniesiono kościół św. Philiberta.
W XV wieku Charlieu odgrywa ważną rolę w czasie konfliktu między Armaniacami i Burgundami. Po XV wieku znaczenie miasta powoli zmniejsza się. Ponowny rozwój następuje po 1827 roku wraz z rozwojem przemysłu jedwabnego.
Z ponad tysiącletniej historii miasta zachowały się średniowieczne kamienice z żółtego kamienia, pochodzące z kamieniołomu w Saint-Denis-de-Cabanne (XIII w.), malownicze domy z murem pruskim z (XIV–XV w.) oraz budynki z renesansowe oraz klasycystyczne.

## Zabytki
- Dom przy placu Saint-Philibert
- Dom z muru pruskiego 11 rue des Moulins
- Kamienica tzw. Dom Anglików
- Klasztor benedyktyński
- Kościół św. Philiberta
- Kamienny most nad Sornin

## Galeria

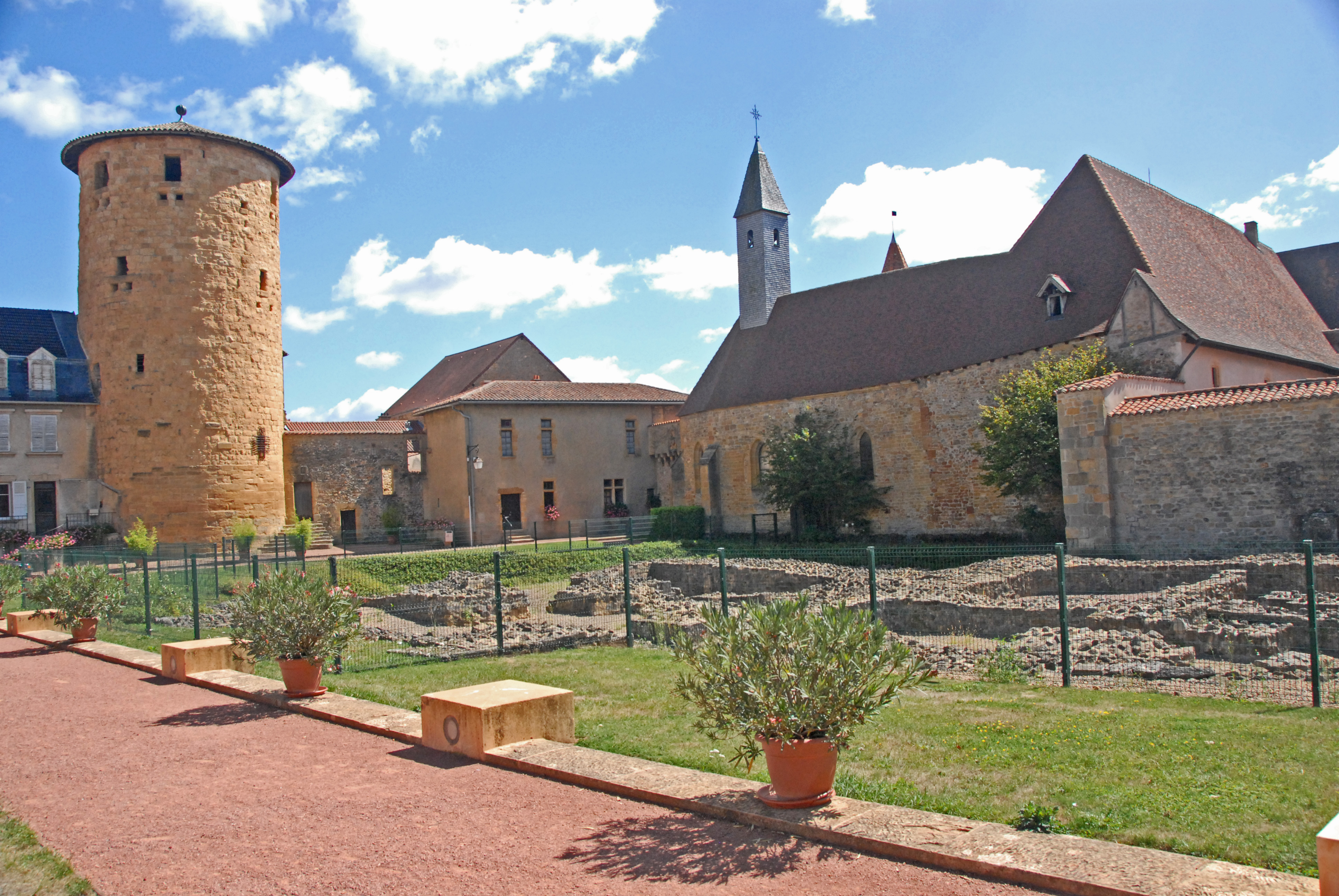
Klasztor w Charlieu, 2009
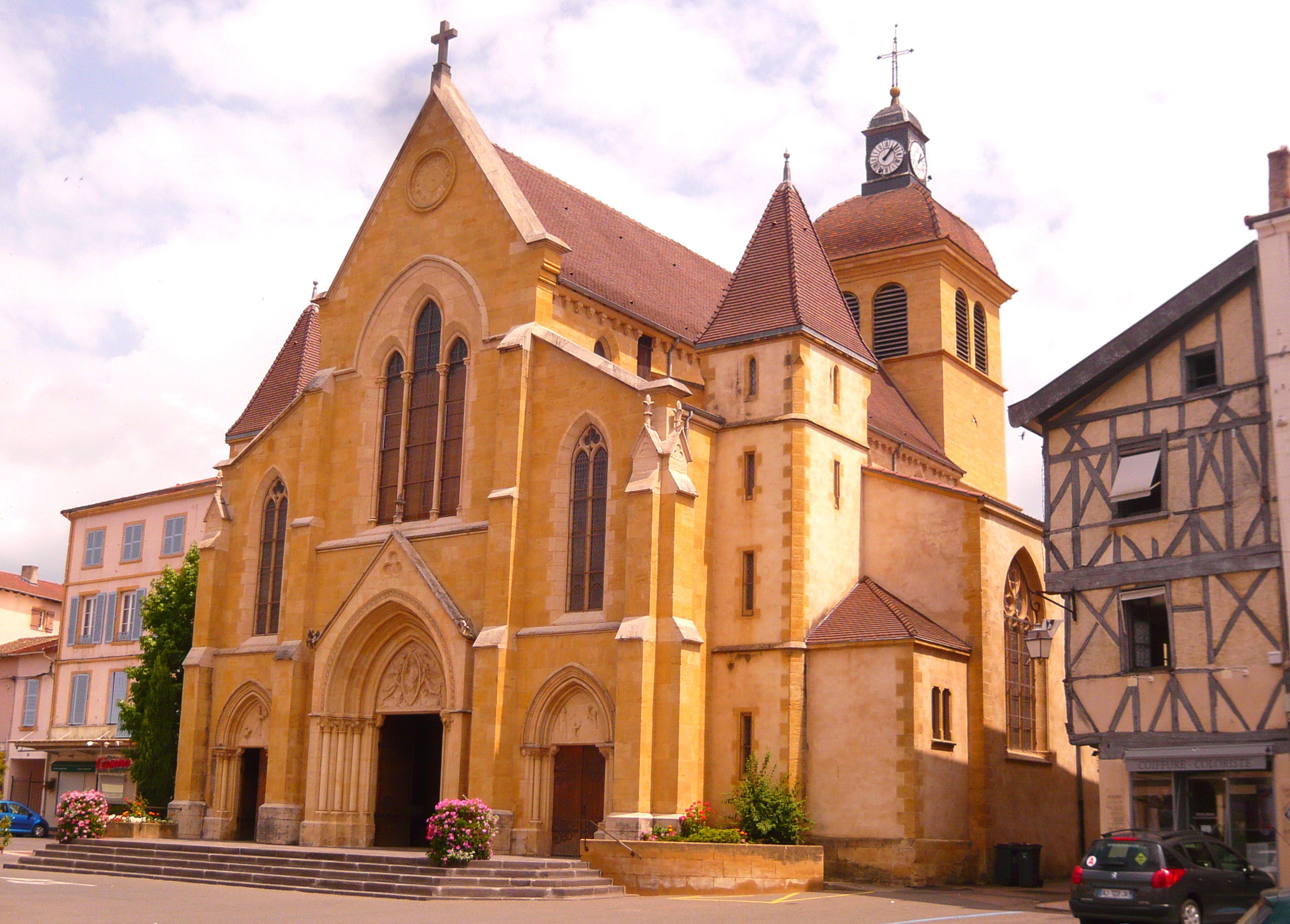
Kościół pod wezwaniem św. Philiberta w Charlieu, 2010
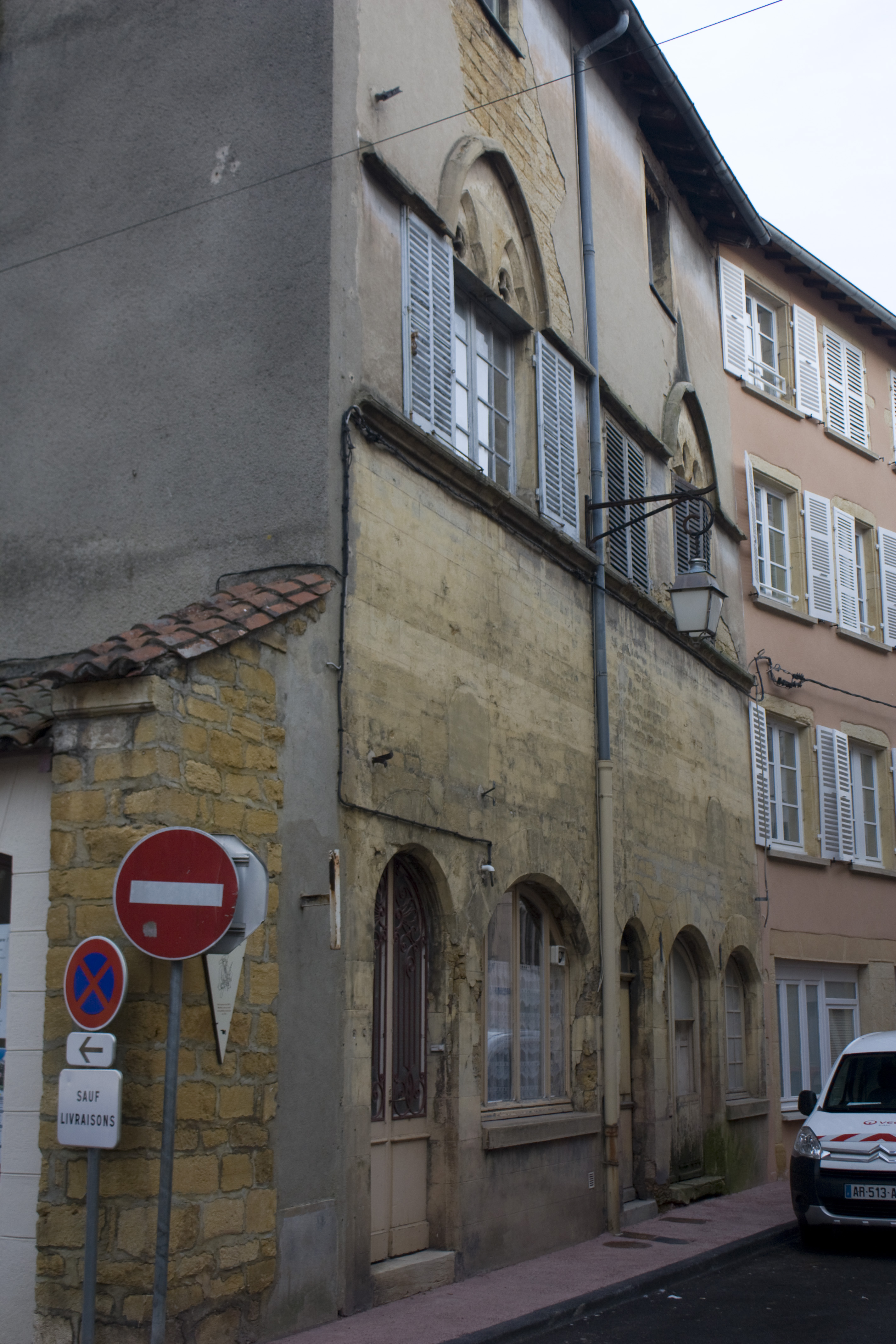
Zabytkowa kamienica w Charlieu, 2011

## Miasta partnerskie
- Calne